# Campeonato Mundial de Vela
El Campeonato Mundial de Vela es la competición internacional más importante del deporte de vela organizada por la Federación Internacional de Vela (ISAF). Se realiza cada cuatro años desde 2003, durante el año anterior a los Juegos Olímpicos de Verano (sin embargo, en la cuarta y quinta edición se realizó dos años antes).
En este campeonato se disputan, en una misma sede, las regatas de las clases que serán olímpicas en la siguiente edición de los Juegos; los regatistas mejor clasificados de cada clase obtienen por medio de esta competición su clasificación para los Juegos.

## Clases
En este campeonato se disputan las clases de vela del programa olímpico vigente, que en 2023 y 2027 son once clases: cuatro masculinas, cuatro femeninas y dos mixtas:
- Clases masculinas: Laser, iQFoil, Formula Kite y 49er.
- Clases femeninas: Laser Radial, iQFoil, Formula Kite y 49er FX.
- Clases mixtas: 470 y Nacra 17.

## Ediciones
| Núm. | Año  | Ciudad           | País             |
| ---- | ---- | ---------------- | ---------------- |
| I    | 2003 | Cádiz            | España           |
| II   | 2007 | Cascaes          | Portugal         |
| III  | 2011 | Perth            | Australia        |
| IV   | 2014 | Santander        | España           |
| V    | 2018 | Aarhus           | Dinamarca        |
| VI   | 2023 | La Haya          | Países Bajos     |
| VII  | 2027 | Fortaleza Gdynia | Brasil · Polonia |

1. ↑  Fortaleza será la sede de las clases de un tripulante y Gdynia de las clases de dos tripulantes.

## Medallero histórico
- Actualizado a La Haya 2023.

| Núm. | País           | Oro | Plata | Bronce | Total |
| ---- | -------------- | --- | ----- | ------ | ----- |
| 1    | Países Bajos   | 10  | 6     | 2      | 18    |
| 2    | Australia      | 8   | 4     | 6      | 18    |
| 3    | Francia        | 7   | 5     | 7      | 19    |
| 4    | Reino Unido    | 6   | 9     | 14     | 29    |
| 5    | Brasil         | 4   | 1     | 0      | 5     |
| 6    | España         | 3   | 4     | 4      | 11    |
| 7    | Israel         | 3   | 1     | 4      | 8     |
| 8    | Estados Unidos | 3   | 1     | 3      | 7     |
| 9    | Italia         | 3   | 0     | 2      | 5     |
| 10   | Polonia        | 2   | 4     | 0      | 6     |
| 11   | Japón          | 2   | 1     | 1      | 4     |
| 12   | Hungría        | 2   | 0     | 0      | 2     |
| 13   | Nueva Zelanda  | 1   | 5     | 3      | 9     |
| 14   | Suecia         | 1   | 3     | 1      | 5     |
| 15   | Bélgica        | 1   | 2     | 1      | 4     |
| 15   | Croacia        | 1   | 2     | 1      | 4     |
| 17   | Austria        | 1   | 2     | 0      | 3     |
| 18   | Grecia         | 1   | 1     | 1      | 3     |
| 19   | Noruega        | 1   | 1     | 0      | 2     |
| 20   | Bielorrusia    | 1   | 0     | 0      | 1     |
| 20   | Chipre         | 1   | 0     | 0      | 1     |
| 20   | Portugal       | 1   | 0     | 0      | 1     |
| 20   | Singapur       | 1   | 0     | 0      | 1     |
| 24   | Alemania       | 0   | 3     | 3      | 6     |
| 25   | Dinamarca      | 0   | 2     | 4      | 6     |
| 26   | Finlandia      | 0   | 2     | 0      | 2     |
| 26   | Suiza          | 0   | 2     | 0      | 2     |
| 28   | Argentina      | 0   | 1     | 2      | 3     |
| 29   | Rusia          | 0   | 1     | 1      | 2     |
| 29   | Eslovenia      | 0   | 1     | 1      | 2     |
| 31   | China          | 0   | 0     | 1      | 1     |
| 31   | Estonia        | 0   | 0     | 1      | 1     |
| 31   | Ucrania        | 0   | 0     | 1      | 1     |
|      | TOTAL          | 64  | 64    | 64     | 192   |